# Municipio de Barry (Pensilvania)
El municipio de Barry (en inglés: Barry Township) es un municipio ubicado en el condado de Schuylkill en el estado estadounidense de Pensilvania. En el año 2000 tenía una población de 967 habitantes y una densidad poblacional de 22 personas por km².

## Geografía
El municipio de Barry se encuentra ubicado en las coordenadas 40°45′06″N 76°23′59″O / 40.75167, -76.39972.

## Demografía
Según la Oficina del Censo en 2000 los ingresos medios por hogar en la localidad eran de $39,861 y los ingresos medios por familia eran $45,658. Los hombres tenían unos ingresos medios de $37,813 frente a los $21,964 para las mujeres. La renta per cápita para la localidad era de $17,539. Alrededor del 5,2% de la población estaban por debajo del umbral de pobreza.